# وی وی براون
وی وی براون (انگلیسی: V V Brown؛ زادهٔ ۲۴ اکتبر ۱۹۸۳) یک موسیقی‌دان اهل بریتانیا است.